# Wilhelm von Sandrart
Karl Wilhelm Emanuel von Sandrart (* 8. Februar 1773 in Calbe (Saale); † 9. Juli 1859 in Berlin) war ein preußischer General der Kavallerie.

## Leben

### Herkunft
Wilhelm entstammte der Familie Sandrart, einer wallonischen Familie aus dem Hennegau, die wegen ihres protestantischen Glaubens 1571/72 nach Frankfurt am Main eingewandert war. Er war der Sohn des holländischen Majors und nachmaligen Kriegs- und Domänenrates Karl Johann Wilhelm von Sandrart (1742–1796) und dessen Ehefrau Anna Dorothea, geborene Kemmerich (1753–1834). Sein Bruder Ferdinand Friedrich (1774–1866) wurde preußischer Generalmajor.

### Militärkarriere
Sandrart trat Ende Februar 1787 als Junker in das Husarenregiment „von Goeckingk“ der Preußischen Armee ein und nahm im gleichen Jahr am Einmarsch in Holland teil. Bis Mitte November 1792 avancierte Sandrart zum Sekondeleutnant und kämpfte 1794/95 anlässlich der Niederschlagung des Kościuszko-Aufstandes bei Wysczna und Rajgród. 1802 stieg er zum Adjutanten auf, wurde im April 1803 Premierleutnant und Mitte Oktober 1805 Generaladjutant seines Regimentschefs Moritz von Prittwitz. Im Vierten Koalitionskrieg nahm Sandrart an den Kämpfen bei Neidenburg, Waltersdorf, Schippenbeil, Wackern, Königsberg, Gollau und Wormditt teil. Während der Schlacht bei Preußisch Eylau wurde er zum Stabsrittmeister befördert und für sein Verhalten in der Schlacht bei Heilsberg mit dem Orden des Heiligen Wladimir IV. Klasse sowie dem Orden Pour le Mérite ausgezeichnet. In der Begründung heißt es: „…Sandrart hat nach verschiedenen Berichten des Generalmajors von Prittwitz, dessen Adjutant er war, bei allen Gelegenheiten sich sehr ausgezeichnet benommen. Bei der Einnahme von Schippenbeil, in dem Gefecht bei Leunenburg sowie in der Aktion bei Wackern hat er mehrfach Beweise der Tapferkeit, Entschlossenheit und guten Einsichten abgelegt. In der Schlacht bei Heilsberg hat er an der Seite des Generalmajors von Prittwitz gefochten und auch in den Gefechten bei Königsberg durch persönliche Bravour sich rühmlich distinguiert…“
Nach dem Frieden von Tilsit stieg Sandrart im Dezember 1809 zum Rittmeister und Eskadronchef auf. Als Major erhielt er am 20. März 1812 das Kommando über das 1. Husaren-Regiment und führte den Verband während der Befreiungskriege bei den Belagerungen von Magdeburg und Gorkum, den Schlachten bei Großbeeren, Dennewitz, Leipzig, Laon sowie bei Möckern, Halle, Hoyerswerda, Luckau, Hoogstraten, Antwerpen, Compiegne und Soissons. Für Halle erhielt Sandrart das Eiserne Kreuz II. Klasse und den Orden des Heiligen Georg IV. Klasse.
Nach dem Zweiten Pariser Frieden ernannte man ihn am 10. April 1816 als Oberst zum Kommandeur der 3. Kavallerie-Brigade bei der Truppenbrigade in Stettin. In dieser Stellung am 3. April 1820 zum Generalmajor befördert, war Sandrart ab Dezember 1829 zugleich auch als Präses der Examinationskommission für Portepeefähnriche und Direktor der Divisionsschule der 3. Division tätig. Am 30. März 1834 wurde er zum Kommandanten von Glatz ernannt. Ein Jahr später erhielt er in den Charakter als Generalleutnant. Anlässlich seines 50-jährigen Dienstjubiläums verlieh ihm König Friedrich Wilhelm III. den Roten Adlerorden II. Klasse mit Eichenlaub. Zwei Jahre später erhielt Sandrart das Patent zu seinem Dienstgrad, bevor er am 29. März 1842 als General der Kavallerie mit einer jährlichen Pension von 2250 Talern in den Ruhestand versetzt wurde.
Nach seiner Verabschiedung wurde er Ehrensenior des Eisernen Kreuzes II. Klasse und König Friedrich Wilhelm IV. verlieh ihm am 13. Januar 1857 die Krone zum Orden Pour le Mérite. Er wurde auf dem Invalidenfriedhof beigesetzt.

### Familie
Sandrart hatte sich am 15. August 1816 in Stettin mit Elisabeth Auguste Meister (1792–1858) verheiratet. Aus der Ehe gingen mehrere Kinder hervor:
- Karl Gustav (1817–1898), preußischer General der Infanterie, Ritter des Ordens[3] ⚭ Wilhelmine Ida Rosa Blanka von Hirschfeld (1828–1897)
- Emil Julius Ferdinand (1818–1876), preußischer Major a. D.
- Albert Philipp (1820–1824)
- Auguste Mathilde (1821–1900) ⚭ Hermann Graf von Posadowsky-Wehner (* 5. März 1825)[4]
- Felix Viktor Emanuel (1826–1833)
- Friedrich Wilhelm Leo (1835–1852)